# Solar Merens de Távora

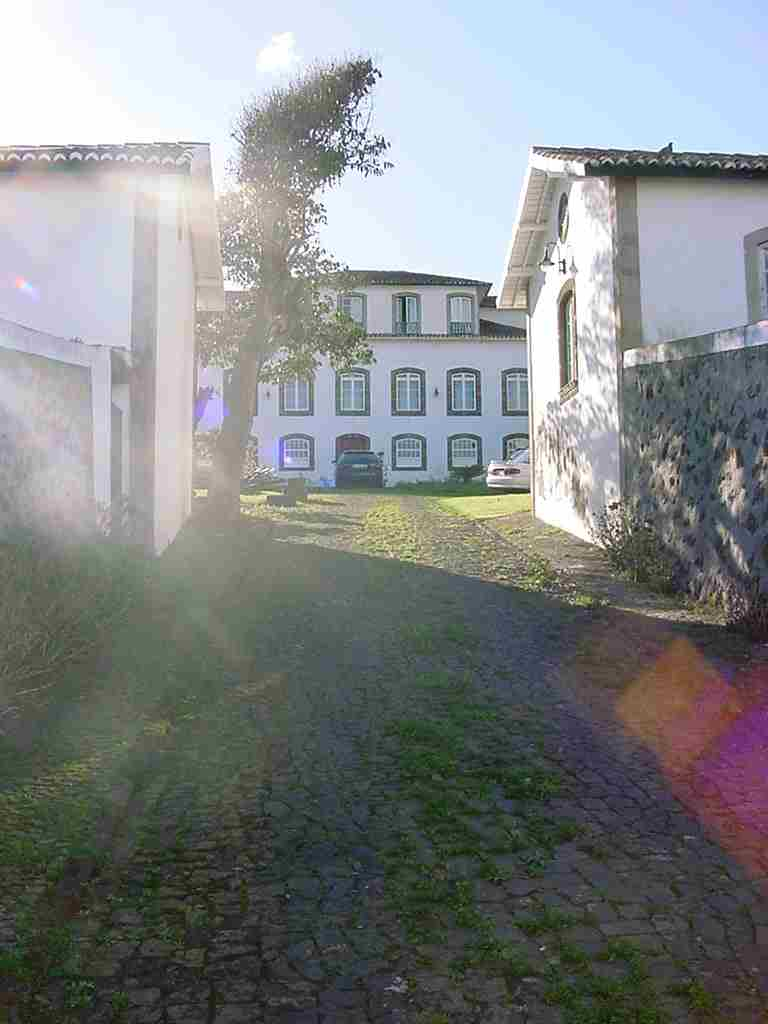
Solar Merens de Távora, fachada e pátio.

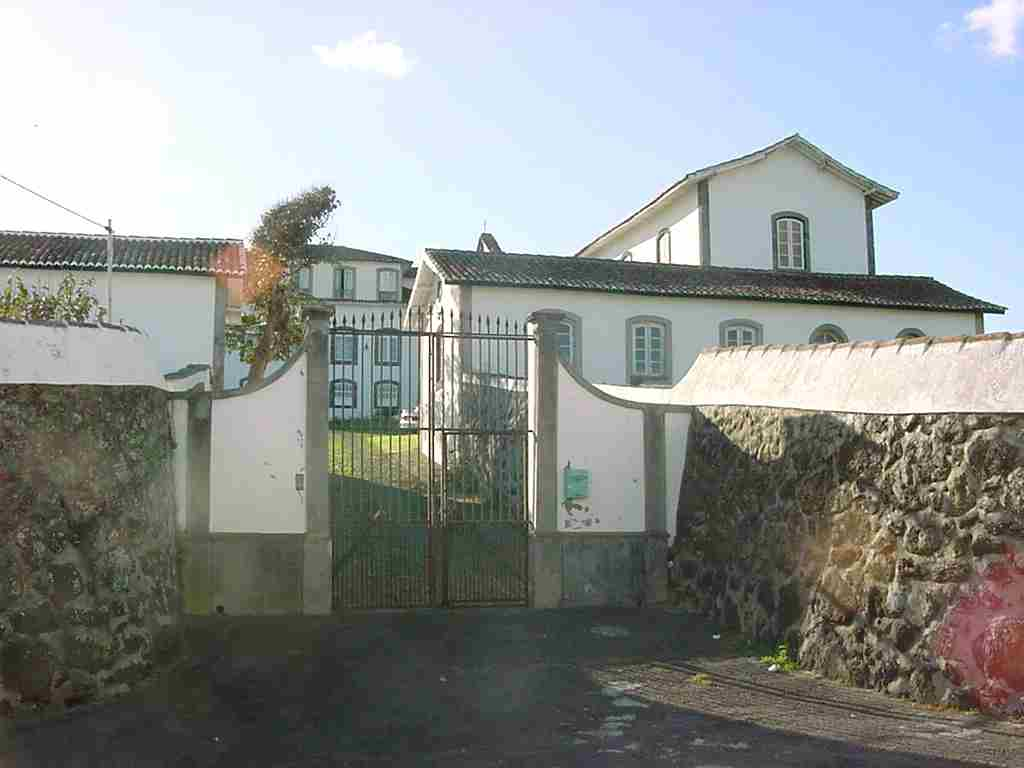
Solar Merens de Távora, entrada.

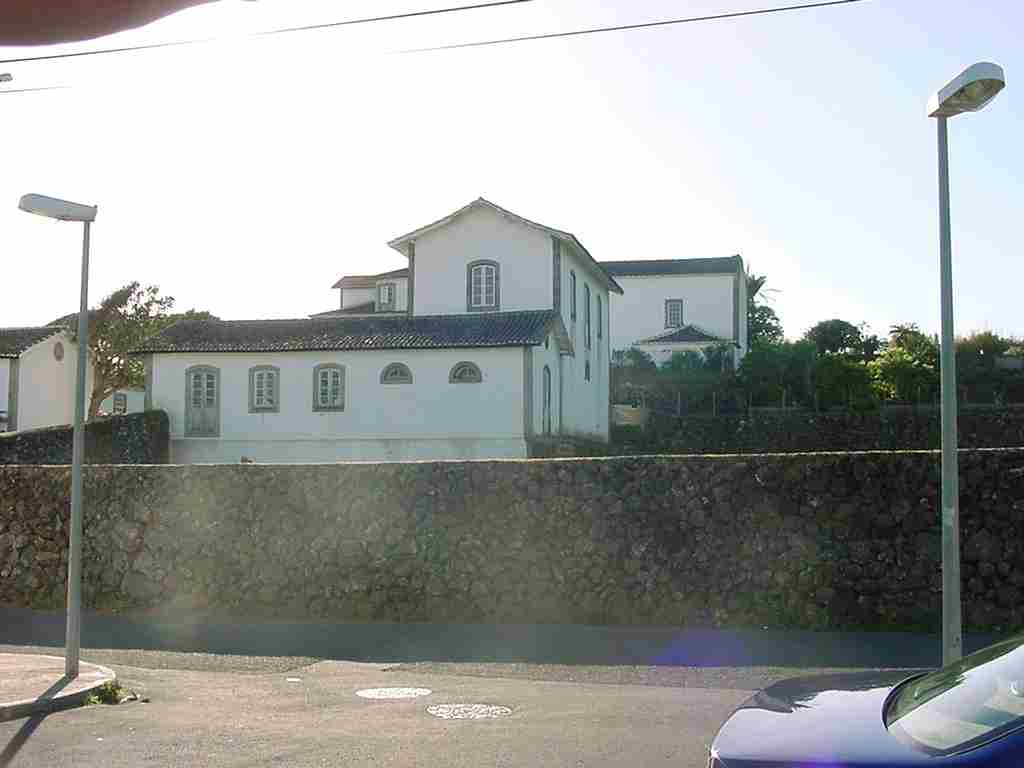
Solar Merens de Távora, aspectos.

O Solar Merens de Távora é um solar português, localizado na ilha açoriana da Terceira, concelho de Angra do Heroísmo, freguesia de São Mateus da Calheta.
Este solar foi residência da família Távora. Localiza-se próximo ao Forte Grande de São Mateus da Calheta, próximo ao porto piscatório da referida freguesia e junto ao Pico dos Merens. a este solar encontra-se anexa uma capela.